# ハワル・ムラ・モハメド
ハワール・ムッラー・モハメド・ターヘル・ゼーバーリー（Hawar Mulla Mohammed Taher Zebari、1981年6月1日 - ）は、イラク・モースル出身の元サッカー選手。現役時代のポジションはウィンガー、ウィングバック。
2008年8月にキプロス王者のアノルトシスに移籍すると、同年9月16日に行われたUEFAチャンピオンズリーグのブレーメン戦で途中投入され同大会における初のイラク人選手となった。続くパナシナイコス戦の後半に1得点を挙げ、同大会初のイラク人スコアラーとなった。
イラク代表としては3度のAFCアジアカップに出場するなど2001年のデビュー以降、長年主力として活躍した。

## 所属クラブ
- アル・クウワ・アル・ジャウウィーヤ 2000-2005
- アル・アンサール 2005-2006
- アポロン・リマソール 2006-2007
  - → アル・アインFC 2007（レンタル移籍）
- アル・ホールSC 2008
- アノルトシス 2008-2009
- ピルズィ・テヘラン 2009-2011
- エステグラルFC 2011
- ゾブ・アハン・エスファハーンFC 2011-2013
- アルビールSC 2013-2014
- アル・クウワ・アル・ジャウウィーヤ 2014-2015